# إيرين أوبري كابلان
إيرين أوبري كابلان (بالإنجليزية: Erin Aubry Kaplan)‏ هي صحفية أمريكية، ولدت في 6 يناير 1962 في لوس أنجلوس في الولايات المتحدة.